# Old-Time Music
Der Begriff Old-Time Music bezeichnet eine Musikrichtung der Folkmusik aus Nordamerika. Sie wird oft auch mit einem Spottwort für Hinterwäldler als Hillbilly bezeichnet und war grundlegend für die Entwicklung der späteren Country-Musik. Old-Time entstand aus der Folklore europäischer und afrikanischer Einwanderer. Sie gehört zu Genres der American Roots Music.

## Geschichte

### Vorgeschichte

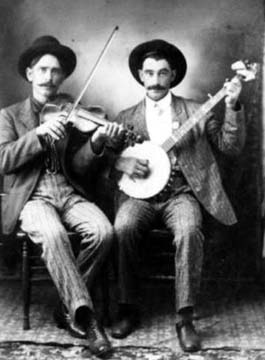
Unbekannte Old-Time-Musiker aus Nebraska um 1908

Die Old-Time Music hat ihre Wurzeln in der traditionellen Folklore europäischer Einwanderer, vor allem der englischen, irischen und schottischen. In einigen Regionen gab es auch starke deutsche und französische Einflüsse, wie zum Beispiel die Cajun-Musik. Zudem findet sich ein starker Anteil afroamerikanischer Musikkultur im Old-Time, der durch die Sklaven aus Afrika Eingang fand. Viele der Tanzmelodien der Old-Time Music sind zurückzuführen auf alte mitteleuropäische Formen wie die Gigue oder den Reel.
Mit den Wurzeln in der europäischen und afrikanischen Folklore stellt Old-Time neben der Musik indigener nordamerikanischer Völker die älteste Musikform der USA. Im 19. und 20. Jahrhundert flossen auch Tin Pan Alley und Ragtime in diese Mischung ein.
Während Old-Time Music im 18. und 19. Jahrhundert in den gesamten Vereinigten Staaten weit verbreitet war, beschränkte sich die Ausbreitung dieser Musik im 20. Jahrhundert vor allem auf die Appalachen (New York State, Pennsylvania, Ohio, Maryland, Virginia, West Virginia, North Carolina, South Carolina, Kentucky, Tennessee, Georgia, Alabama und Mississippi).

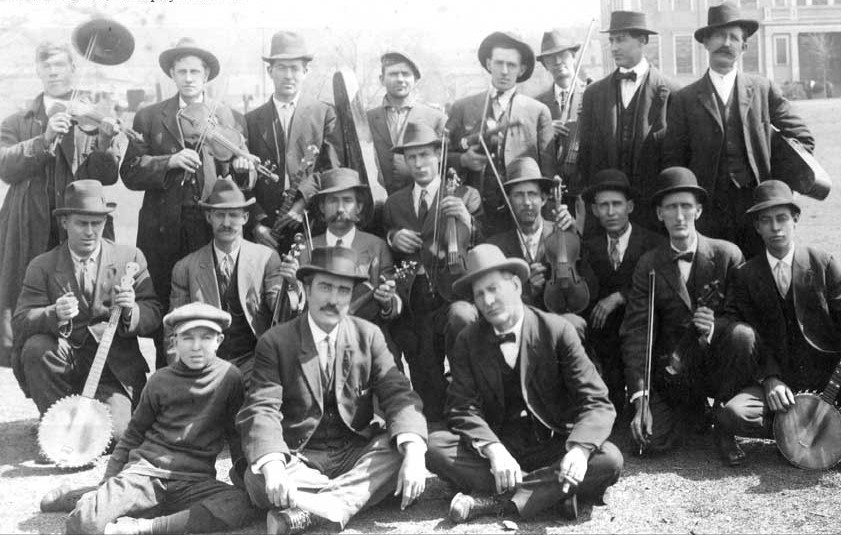
Die Atlanta Fiddler’s Convention: Gruppenfoto der Teilnehmer von 1914

1913 fand in Atlanta, Georgia, erstmals die Atlanta Fiddler’s Convention statt. Bei solchen Wettbewerben trafen sich Musiker – vor allem Banjospieler, Gitarristen und Fiddler – und spielten zusammen die alten Stücke, die sie bereits in ihrer Kindheit gelernt hatten. Trotz der immensen Popularität dieser Fiddler’s Contests ignorierte die aufkommende Plattenindustrie Old-Time Music zunächst ebenso wie andere traditionelle Musikgenres wie Blues und Gospel vollkommen. Die Musik galt als veraltet und hinterwäldlerisch.

### Erste Aufnahmen (1914–1924)
Die wohl ersten Aufnahmen von traditionellen Stücken der ländlichen Bevölkerung machte der Violinist Don Richardson aus North Carolina zwischen 1914 und 1919 für Columbia Records, OKeh Records und Silvertone Records sowie Phonola und Little Wonder. Richardson spielte dabei typische Old-Time-Stücke wie Arkansas Traveler, Mississippi Sawyer, Soldier’s Joy oder Miss McLeod’s Reel ein. Dabei war Richardson kein typischer ländlicher Musiker, sondern hatte als Sohn eines Juristen drei Jahre lang Rechtswissenschaften studiert, bevor er sich wieder seiner Leidenschaft, der Musik, widmete. In seiner gesamten Karriere leitete er verschiedene Orchester, die Klassik spielten. Obwohl Richardson der erste Musiker war, der Old-Time-Stücke aufnahm, findet er in der Fachwelt keine Erwähnung; auch die Fachliteratur ignoriert ihn völlig.

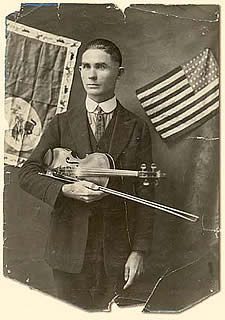
Eck Robertson

Im Sommer 1922 wagten sich die befreundeten Fiddler Eck Robertson und Henry Gilliland nach New York City, um als die ersten ländlichen Musiker Platten aufzunehmen. Neben gemeinsamen Duetten von Robertson und Gilliland spielte Robertson auch einige Solostücke ein, unter ihnen Sallie Gooden, das auf der A-Seite von Victor Records im April 1923 veröffentlicht wurde. Es waren die ersten kommerziell verfügbaren Aufnahmen eines ländlichen Musikers, womit die Grundlage für die spätere Country-Musik gelegt war. Allgemein gelten diese und John Carsons Aufnahmen trotz der Existenz von Don Richardson in der Fachwelt als der kommerzielle Anfang der Old-Time Music bzw. der späteren Country-Musik.

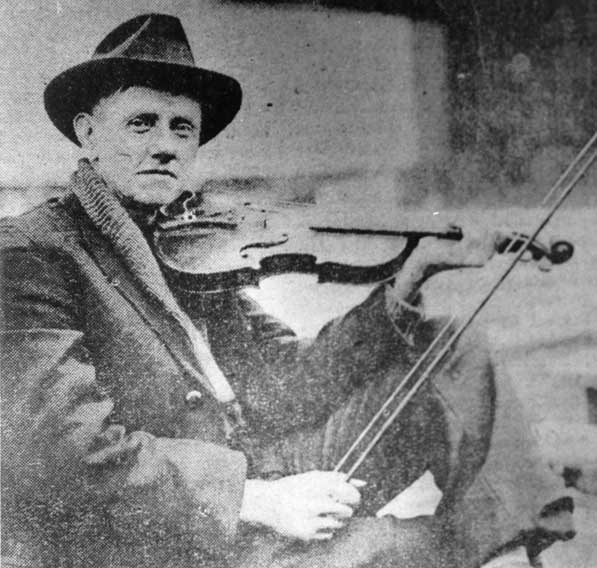
Fiddlin’ John Carson
Little Old Log Cabin in the Lane, 1923

Am 1. Juni 1923 spielte Fiddlin’ John Carson die Songs The Little Old Log Cabin in the Lane und The Old Hen Cackled and the Rooster’s Going to Crow in einem mobilen Aufnahmestudio des A&R-Managers Ralph Peer für OKeh ein. Peer war von Carson zuerst überhaupt nicht angetan, hatte er ihn doch nur angenommen, weil gerade keine anderen Musiker verfügbar waren. Die 500 gepressten Platten (OKeh 4890) verkauften sich, genauso wie Carsons Vorgänger bei Victor, unerwartet gut.
Ebenfalls 1923 trat der Vaudeville-Künstler, Radiomoderator und Ukulele-Spieler Wendell Hall auf den Plan. Anfang 1923 hatte er den Song It Ain’t Gonna Rain No Mo’ geschrieben, der schnell zu seinem Markenzeichen wurde. Schnell schloss er einen Vertrag mit Victor und nahm den Song zusammen mit Red Headed Music Maker auf (Victor 19121). Durch seine ausgedehnte Tournee im Juni (er besuchte 35 Radiostationen) war die Platte in aller Munde und schnell war es der Hit des Jahres. Obwohl Hall eigentlich kein ländlicher Musiker und die Ukulele kein typisches Instrument der damaligen Old-Time Music waren, gilt It Ain’t Gonna Rain No Mo’ als Country-Titel.
Ende 1923 reiste der Gitarrist und Mundharmonika-Spieler Henry Whitter nach New York, um einen Plattenvertrag zu bekommen. Nach anfänglichen Schwierigkeiten kam er schließlich zu Okeh, wo er die Platte Lonesome Road Blues / Wreck of the Old Southern ’97 aufnahm. Veröffentlicht Anfang 1924, verkaufte sie sich gut, obwohl Whitter kein talentierter Musiker war.

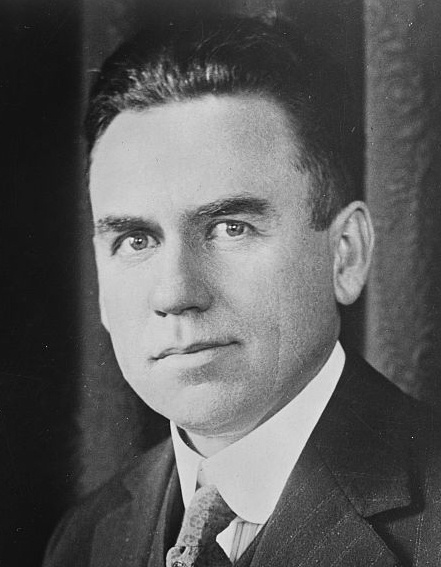
Vernon Dalhart

Whitters B-Seite Wreck of the Old '97 sollte sich auch für den Operetten-Sänger Vernon Dalhart als Erfolg herausstellen. Er schloss sich dem aufkommenden Trend der Old-Time Music an und nahm den Titel zusammen mit The Prisoner’s Song auf. Zuerst erschien eine Alternative-Version bei Edison Records, mit Frank Ferera an der Gitarre, nach guten Verkäufen spielte Dalhart den Song mit Carson Robison an der Gitarre bei Victor noch einmal ein und erzielte damit den ersten Millionen-Seller der Country-Musik. Der Song schoss in den Verkaufszahlen schnell nach oben und wurde Jahrzehnte später noch gespielt.

### Verbreitung durch das Radio
Der Hörfunk spielte von Anfang an eine entscheidende Rolle in der Entwicklung der Old-Time Music sowie der späteren Country-Musik. 1922 ging in Atlanta, Georgia, WSB auf Sendung, in dessen Programm bald viele Old-Time-Musiker auftreten sollten.
Im Januar 1923 übertrug der Sender WBAP aus Fort Worth, Texas, eine Art Barn Dance aus dem Studio. 1925 organisierte George D. Hay den National Barn Dance aus Chicago, der landesweit über WLS gesendet wurde. Ein Jahr später ging Hay zu WSM in Nashville, Tennessee, wo er auf WSM eine ähnliche Show begründete, die in der Grand Ole Opry aufgehen sollte. Während der National Barn Dance eher mit einer Varieté-Show zu vergleichen war (es traten auch Musiker anderer Genres auf), beinhaltete die Opry von Anfang an nur ländliche Musiker. Die ersten ihrer Art waren Uncle Jimmy Thompson, DeFord Bailey, Uncle Dave Macon und Dr. Humphrey Bate and his Possum Hunters.

### 1925–1929: „Die goldenen Jahre“
All diese frühen Aufnahmen, von Eck Robertsons ungekünstelten und ungeschliffenen Aufnahmen im Sommer 1922 zu den Millionenverkäufen Dalharts, zeigten das Potenzial, das Old-Time Music, Hillbilly oder Mountain Music hatten – wie immer man es auch nannte. Vor allem zwei Männer erkannten dies schnell: Frank Walker, A&R-Manager bei Columbia Records, und Ralph Peer, ebenfalls A&R-Manager, zuerst bei Okeh und später bei RCA Victor.

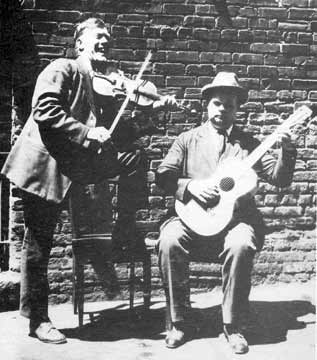
Gid Tanner und Riley Puckett

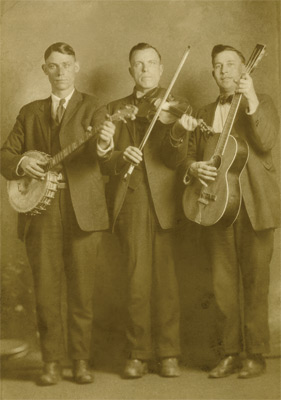
Charlie Poole (links)

Frank Walker hatte bereits 1924 den Fiddler Gid Tanner und den blinden Gitarristen und Vokalisten Riley Puckett entdeckt und in das Columbia-Studio nach New York eingeladen, wo die beiden Freunde im März ihre ersten elf Titel einspielten. Tanner und Puckett wurden später Mitglieder in der Stringband Gid Tanner and his Skillet Lickers, einer der populärsten Old-Time-Bands im Amerika der 1920er-Jahre. Puckett zeigte aber schon 1924 sein Talent zum Jodeln und machte mit Rock All Our Babies to Sleep die erste Aufnahme mit dem sogenannten Blue Yodeling. 1926 schlossen sich Tanner und Puckett mit Fiddler Clayton McMichen und dem Banjo-Spieler Fate Norris zu den Skillet Lickers zusammen. Bereits ihre erste Single Bully of the Town / Pass Around the Bottle wurde ein Hit, wie auch ihre nachfolgenden Erscheinungen. Bis 1930 waren sie die führende Gruppe der Stringbands.
1925, ein Jahr nach Tanners und Pucketts ersten Aufnahmen, fand ein anderer Musiker den Weg zu Columbia. Der Banjo-Spieler Charlie Poole reiste zusammen mit seinen Freunden Posey Rorer und Norman Woodlieff von ihrer Heimat North Carolina nach New York, um Frank Walker vorzuspielen. Walker nahm die Gruppe unter Vertrag und veröffentlichte Don’t Let Your Deal Go Down / Can I Sleep in Your Barn Tonight, Mister?. Der weichere und melodischere Klang der North Carolina Ramblers kam beim Publikum so gut an, dass sich ihre Single über 100.000 Mal verkaufte. Nach einigen Anschlusserfolgen wie mit White House Blues und Budded Rose zerstörten die Weltwirtschaftskrise und Pooles rasanter Lebensstil 1929 seine Karriere. Er starb 1931. Pooles Aufnahmen waren maßgebend für den späteren Bluegrass, denn sein Drei-Finger-Stil wurde von Earl Scruggs adaptiert und einige seiner Songs wie Don’t Let Your Deal Go Down und der White House Blues wurden Standards im Bluegrass.
Charlie Poole wie auch die Skillet Lickers lösten einen „Hillbilly-Boom“ aus. Jede Plattenfirma wollte auch ein Stück alte Fiddle- und Old-Time-Musik haben, und schnell traten weitere talentierte Musiker ins Rampenlicht. Clarence Ashley, Dock Boggs, Lowe Stokes, Earl Johnson, Ernest Stoneman, Doc Walsh, die Georgia Yellow Hammers, Carson Robison, Blind Alfred Reed, Uncle Dave Macon, Buell Kazee, A.A. Gray, Roy Harvey und Fiddlin’ Arthur Smith waren einige von ihnen.

### Sommer 1927: Die Bristol Sessions
Infolge der großen Nachfrage nach ländlichen Musikern fuhr Ralph Peer, nun A&R-Manager für Victor, nach Bristol, Tennessee, und mietete eine alte Lagerhalle, wo er Aufnahmegeräte installierte. Peer setzte Anzeigen in die Zeitungen, dass er nach Musikern suche, die gegen Geld Aufnahmen machten. Zuerst erhielt er nur wenig Resonanz, in der ersten Woche spielten nur drei verschiedene Bands Stücke für Peer ein. Nachdem jedoch weitere Artikel berichteten, wie wohlhabend Ernest Stoneman, der einer der Musiker der ersten Woche in Bristol war, durch seine Plattenverkäufe geworden war, gab es kein Halten mehr: Dutzende Musiker kamen nach Bristol, um Peer vorzuspielen. Unter ihnen waren auch Jimmie Rodgers und die Carter Family. Rodgers war eigentlich mit seiner Band angereist, zerstritt sich jedoch mit seinen Partnern und spielte stattdessen alleine vor. Auch die Carter Family wurde unter Vertrag genommen. Weitere Entdeckungen der Bristol Sessions waren Blind Alfred Reed, Dock Boggs (der dort jedoch für Brunswick Records aufnahm), B.F. Shelton und Bull Mountain Moonshiners.
Sowohl Rodgers als auch die Carter Family waren Peer zunächst nicht „hinterwäldlerisch“ genug, aber spätestens als Rodgers mit seinem Blue Yodel No.1 einen Million-Seller hatte, änderte er seine Meinung. Auch die Carter Family hatte mit Bury Me Neath the Willow Tree und Wildwood Flower 1928 Hits. Rodgers und die Carter Family wurden praktisch über Nacht zu Superstars und beeinflussten auch noch Generationen nach ihnen die Country-Musik.

### 1929: Old-Time Music während der Depression
Die auf den Börsencrash von 1929 folgende weltweite Wirtschaftskrise setzte auch der Schallplattenindustrie schwer zu. Die Menschen hatten kein Geld mehr, um sich Platten zu kaufen; viele Labels mussten schließen. Zwangsläufig davon betroffen war auch die Old-Time Music, deren Verkäufe nachließen. Jimmie Rodgers kam in ernste finanzielle Schwierigkeiten, und vielen seiner Kollegen wurde der Vertrag gekündigt. Charlie Pooles letzte Session fand 1929 statt, und auch die Skillet Lickers trennten sich 1931 endgültig. Die Carter Family musste um 1929 die Musik zeitweise aufgeben, und A.P. Carter ging einer regulären Arbeit nach. 1933 war die Gruppe für einige Zeit ganz auseinandergebrochen, fand dann aber wieder zusammen. Einer der wenigen Stars des Old-Time, Riley Puckett, war von der Wirtschaftskrise nur gering betroffen. Seine Plattenverkäufe blieben stabil, auch wenn sie seit 1928 zurückgegangen waren.

### 1930–1936: Erfolg des Radios
Die schlechten Plattenverkäufe begünstigten schon bald die Entwicklung des Radios. Da Platten nun zu teuer waren, hörte man lieber Radio, denn das war kostenlos. Die Sender und Musiker reagierten darauf und schnell stieg das Radio zu dem Unterhaltungsmedium Nummer eins auf. Barn Dance Shows wurden in diesen Jahren in ganz Amerika initiiert und Künstler kamen zu neuer Popularität.
Doch die große Erfolgssträhne traditioneller, ländlicher Old-Time Music begann zu schwinden, denn neue Stilrichtungen wie Western Swing, Cowboy Music und Honky Tonk kamen auf und drängten langsam, aber sicher gegen Ende des Jahrzehnts die simple Old-Time Music aus dem Geschäft. Trotzdem waren während der 1930er-Jahre noch einige alte und auch neue Musiker mit alter Musik erfolgreich; besonders beliebt wurde der „brother act“, Duos, die aus Brüdern bestanden. Unter den erfolgreichsten waren die Monroe Brothers, die sich vor allem auf religiöses Liedgut konzentrierten, die Shelton Brothers, die Blue Sky Boys, die Delmore Brothers und die Carlisle Brothers.

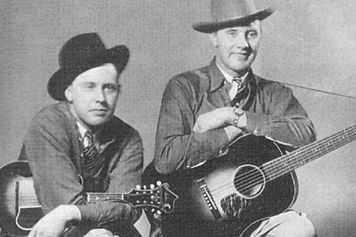
Die Monroe Brothers: Charlie (Gitarre) und Bill (Mandoline)

Die Monroes, bestehend aus Charlie und Bill Monroe, hatten ihren größten Hit 1936 gleich zu Anfang ihrer Karriere mit dem Gospel What Would You Give in Exchange For Your Soul. Die beiden Brüder spielten Gitarre und Mandoline, während Charlie Hauptsänger war und Bill in lautem Falsett Zeilen wiederholte. Die Shelton Brothers konnten mit heutigen Klassikern wie Sitting On Top of the World und Just Because ebenfalls einige Erfolge verzeichnen. Die Blue Sky Boys erhielten zuletzt von allen Bruder-Duos einen Plattenvertrag, überholten sie dann aber in ihrer Popularität umso schneller. Ihre Karriere wurde jedoch durch den Zweiten Weltkrieg ruiniert. Rabon und Alton Delmore begannen ihre Karriere um 1930 und wurden schnell zu Stars der Grand Ole Opry. Sie sangen vornehmlich Old-Time Music mit einem starken Hang zum Blues.

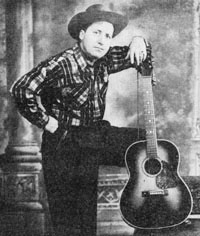
Cliff Carlisle

Die Brüder Bill und Cliff Carlisle arbeiteten ebenfalls gelegentlich als Duo. Cliff hatte 1930 zum denkbar schlechtesten Zeitpunkt seine Karriere bei der American Record Corporation begonnen, konnte ab 1936 mit Titeln wie A Wild Cat Woman and A Tom Cat Man, You’ll Miss Me When I’m Gone oder Footprints in the Snow auf sich aufmerksam machen. Bill dagegen hatte 1933 mit Rattlesnake Daddy einen respektablen Erfolg und wurde Ende der 1940er-Jahre zu einem gefragten Vertreter des Country Boogie.
Bei all diesen neuen Künstlern hatten es die alten Musiker aus den 1920er-Jahren schwer, im Geschäft zu bleiben. Fiddlin’ John Carson beispielsweise spielte mit seiner Tochter weiterhin Platten ein, die sich aber nur noch mäßig verkauften. Gid Tanner hatte mit einer Neugründung der Skillet Lickers 1934 einen letzten großen Erfolg. Der Breakdown Down Yonder verkaufte sich über eine Million Mal und konnte sogar mit der Neueinspielung von Wildwood Flower der Carter Family im selben Jahr mithalten, die noch in den 1960er-Jahren gepresst wurde.

### 1939: Das Ende
1939 wird allgemein als das Ende der traditionellen Old-Time Music angesehen. Es war das Jahr, in dem Bill Monroe mit seiner neuen Band, den Bluegrass Boys, der Grand Ole Opry beitrat und die alte Old-Time Music im Bluegrass aufging. Spätestens zu Beginn des Zweiten Weltkrieges war die Ära des Old-Time vorbei. Die Musik verlor ihren ländlichen Charakter und urbanere Stile dominierten die Musik, die langsam den Namen „Country“ annahm. Hillbilly war bis in die 1950er-Jahre hinein aber weiterhin ein Begriff für diese Musik.

### Nachwirkung: Folk-Revival und Gegenwart
In den frühen 1960er-Jahren besannen sich viele Jugendliche in den USA auf traditionellere und akustische Musikformen. Es entstanden eine Reihe von Festivals, die sich auf Folk spezialisierten. Einer der aufstrebenden Stars war der junge Bob Dylan, der im Laufe seiner Karriere auch in anderen Genres glänzte. Daneben gab es Musiker wie Pete Seeger, Doc Watson und die New Lost City Ramblers, die die traditionelle Old-Time Music spielten. Auch alte Künstler wie Buell Kazee, Clarence Ashley, Dock Boggs, Cliff Carlisle, Clayton McMichen und vor allem Bill Monroe wurden beim jungen Folk-Publikum wieder populär.
Heutzutage treten verschiedene Old-Time-Bands vor allem auf Bluegrassfestivals und Fiddler’s Conventions auf, die im Süden der USA immer noch weit verbreitet sind. Eine der bekanntesten Old-Time-Bands ist die Old Crow Medicine Show. Phil Tanner’s Skillet Lickers, Gid Tanners Urenkel, ist ebenfalls mit einer Old-Time-Band aktiv. Weitere Künstler sind die Earl Brothers, die Yonder Mountain String Band oder die Georgia Potlickers. Bekannte Veranstaltungen sind unter anderem in Rosine, Kentucky, das wöchentlich stattfindende Rosine Barn Jamboree, das National Oldtime Fiddlers’ Contest & Festival in Weiser, Idaho, das Suwanee Old Time Music Weekend sowie die Florida Old Time Music Championship.

## Die Begriffe Old-Time und Hillbilly
Obwohl „Hillbilly“ ab 1925 für die traditionellen, ländlichen Musikformen weißer Bewohner genutzt wurde, verwischte sich die Bedeutung dieses Begriffes schnell. In den 1930er- und 1940er-Jahren wurden auch Honky Tonk, Country Boogie und Bluegrass mit dem Begriff Hillbilly versehen, wodurch diese Bezeichnung heute unpräzise wirkt.
Der Begriff Hillbilly wurde 1925 erstmals von Ralph Peer aufgegriffen, als Al Hopkins und die Buckle Busters eine Session für Victor aufnahmen. Hopkins bezeichnete sich und seine Gruppe als „Hillbillies“ (Landeier), was Peer zur Vermarktung der Musik aufgriff.
Wenn man heute von Old-Time Music spricht, ist die traditionelle Folk-Musik der 1920er- und 1930er-Jahre gemeint.